# Oidium chrysanthemi
Oidium chrysanthemi är en svampart som beskrevs av Ludwig Rabenhorst 1853. Oidium chrysanthemi ingår i släktet Oidium och familjen Erysiphaceae.   Inga underarter finns listade i Catalogue of Life.